# سارا باتاغليا
سارا باتاغليا هي مصممة أزياء إيطالية، ولدت في 30 أبريل 1984 في ميلانو في إيطاليا.

## وصلات خارجية
- الموقع الرسمي